# توم كينغ (لاعب كرة قدم أمريكية)
توم كينغ (بالإنجليزية: Tom King)‏ هو لاعب كرة قدم أمريكية أمريكي، (ولد في مقاطعة بوون في الولايات المتحدة 1895 – 1972 م).